# Peter Gethin
Peter Gethin (n. 21 februarie 1940) a fost un pilot englez de Formula 1 care a evoluat în Campionatul Mondial între anii 1970 și 1974.
1. ↑   http://www.autosport.com/news/report.php/id/96665 Lipsește sau este vid: |title= (ajutor)
2. ↑   https://www.motorsportmagazine.com/database/drivers/peter-gethin Lipsește sau este vid: |title= (ajutor)